# Кравцов, Юрий Анатольевич
Юрий Анатольевич Кравцов (род. 10 ноября 1953, Баку) — председатель Законодательного Собрания Санкт-Петербурга первого созыва (1995-1998 гг.), член Совета Федерации (1996-1999 гг.), адвокат Санкт-Петербургской городской коллегии адвокатов (с 2002 года).
Основатель и руководитель Международного фестиваля авторской песни «Петербургский аккорд».

## БИОГРАФИЯ
Родился 10 ноября 1953 году в Баку в семье врачей.

### Образование
В 1971 году с золотой медалью окончил среднюю школу № 3 г. Грозного.
В 1976 году окончил математико-механический факультет Ленинградского государственного университета им. А.А. Жданова.
В 1980 году окончил философский факультет Университета марксизма-ленинизма при Ленинградском горкоме КПСС.
В 1994 году окончил юридический факультет Санкт-Петербургского государственного университета.
Имеет специальное музыкальное образование по классам фортепиано и гитары.

### Трудовая и общественная деятельность
С 1976 по 1990 год работал научным сотрудником Научно-исследовательского конструкторско-технологического института турбокомпрессоростроения производственного объединения «Невский завод им. В.И.Ленина».
Является автором (соавтором) восьми изобретений.
19 декабря 1990 году выдвинут трудовым коллективом в депутаты Ленгорсовета.
18 марта 1990 г. при поддержке блока «Демократические выборы- 90» избран депутатом Ленгорсовета по городскому избирательному округу № 257 (Невский район).
Являлся председателем Комиссии по вопросам законодательства.
В 1992 году избран в состав Малого совета Санкт-Петербургского городского совета.
В 1993 году избран представителем Санкт-Петербурга на Конституционном совещании, готовившем текст новой Конституции России.
В 1993-1994 годах директор юридической фирмы «Конвент».
В марте 1994 года избран депутатом Законодательного собрания Санкт-Петербурга первого созыва по округу № 9 (Калининский район).
5 января 1995 году избран председателем Законодательного Собрания Санкт-Петербурга.
Важнейшим итогом своей деятельности в Законодательном Собрании, по собственной оценке, считает подготовку руководимой им рабочей группой и принятие Собранием 14 января 1998 года Устава Санкт-Петербурга, в котором реализовывался принцип разделения властей и устанавливались механизмы обеспечения законности при принятии решений органами власти Санкт-Петербурга.
С января 1996 года по март 1999 года был членом Совета Федерации Федерального Собрания Российской Федерации, первым заместителем председателя Комитета по конституционному законодательству и судебно-правовым вопросам, членом Комиссии по регламенту и парламентским процедурам, членом президентского Объединенного совета по координации законодательной деятельности, руководителем и участником комиссий по подготовке ряда федеральных и конституционных законов.

Участвовал, в частности:
- в экспертно-правовой проработке восьми федеральных конституционных законов;
- в разработке шести законопроектов, внесенных в Государственную думу в качестве законодательной инициативы Совета Федерации и членов Комитета по конституционному законодательству и судебно-правовым вопросам;
- в работе четырех согласительных комиссий палат Федерального собрания по отклоненным Советом Федерации законам;
- в качестве представителя Совета Федерации в Конституционном суде РФ при рассмотрении жалоб, заявлений и обращений граждан, запросов органов исполнительной и законодательной власти субъектов Российской Федерации по проверке конституционности положений действующего законодательства;
- в разработке трех модельных законопроектов СНГ.
Принятие Устава Санкт-Петербурга вызвало негативную реакцию Губернатора Петербурга и привело к конфликту между ним и Законодательным Собранием, возглавляемым Ю.Кравцовым. Твердая позиция Ю. Кравцова, его отказ идти на уступки по принципиальным положениям Устава повлекли нападки со стороны исполнительной власти Петербурга. В результате непрерывного давления, оказываемого на протяжении нескольких месяцев администрацией Губернатора В.Яковлева на депутатов Законодательного собрания, Ю. Кравцова удалось снять с поста Председателя Законодательного собрания (Постановление Законодательного собрания Санкт-Петербурга от 01.04.1998).
На следующих выборах в Законодательное собрание в декабре 1998 года против Ю.Кравцова были использованы все средства (выдвижение «двойника» с такой же фамилией, незаконная агитация, подключение «административного ресурса» и т.п.). Его главным соперником по округу №9 стал поддержанный губернатором Ю.Шутов (позже приговоренный к пожизненному лишению свободы за организацию убийств в составе преступной группы), который и победил в этом округе.
Особую роль при этом сыграл Прокурор Санкт-Петербурга И.Сыдорук (получивший при согласовании в 1997 году в Законодательном Собрании его кандидатуры на этот пост только один голос «за», а спустя месяц после снятия Ю.Кравцова с должности председателя - необходимое большинство).
4 декабря 1998 года – в последний дозволенный законом день агитации – прокурор выступил по телевидению и заявил, что в отношении Ю.Кравцова заведено уголовное дело о подкупе избирателей, однако через несколько дней выяснилось, что это ложь, и никакого уголовного дела в отношении Ю.Кравцова возбуждено не было. Тем не менее, эта клевета оказалась успешной. Лидировавший до этого по всем опросам Ю.Кравцов выборы проиграл.
Впоследствии Ю. Кравцов подал иск к И. Сыдоруку и Решением Калининского районного суда от 17.05.2004 года сообщение И. Сыдорука было признано не соответствующим действительности и порочащим Ю. Кравцова.

### Уголовные дела
Ю. Кравцов неоднократно подвергался попыткам необоснованного уголовного преследования. Однако все возбужденные против него уголовные дела были прекращены уполномоченными государственными органами.
Единственное дело, дошедшее до суда, было возбуждено прокуратурой в 1999 году с подачи Ю.Шутова. Ю.Кравцов отказался от прекращения этого дела по амнистии и после долгих судебных разбирательств решением Президиума Санкт-Петербургского городского суда от 23.03.2005 оно было прекращено за отсутствием состава преступления.

## УБЕЖДЕНИЯ
Сторонник реального разделения властей, приоритета законности над целесообразностью, подконтрольности органов власти институтам гражданского общества, приоритета прав человека.
Будучи представителем Санкт-Петербурга на Конституционном совещании, готовившем текст новой Конституции России, отказался подписывать окончательный текст проекта Конституции из-за несогласия с нарушением в ней баланса властей и принципов федерализма.
В сентябре 1993 г. осудил указ президента Б. Ельцина о роспуске парламента.

## ПРОЧАЯ ДЕЯТЕЛЬНОСТЬ
В 1995 году выступил инициатором и возглавил организацию Международного фестиваля авторской песни «Петербургский аккорд».

## ПРИМЕЧАНИЯ
1. 1 2  Председатели ЗС СПб 1- 6 созывов. сайт Законодательного Собрания Санкт-Петербурга. Дата обращения: 16 ноября 2022. Архивировано 8 декабря 2018 года.
2. ↑  Автобиография Петербургского горсовета. — СПб.: Изд-во Александра Сазанова, 2011. — Т. 2. — С. 101—102.
3. ↑  Автобиография Петербургского горсовета. — СПб.: Изд-во Александра Сазанова, 2015. — Т. 3. — С. 168.
4. ↑  Автобиография Петербургского горсовета. — СПб.: Изд-во Александра Сазанова, 2011. — Т. 2. — С. 119.
5. ↑  В Кремль на работу // Вечерний Петербург : газета. — 1993. — 4 июня.
6. 1 2  В нормальном государстве исполнительная власть не должна заниматься созданием Конституции // Санкт-Петербургские ведомости : газета. — 1993. — 31 июля.
7. ↑  …А в северной столице закон не обойти // Вечерний Петербург : газета. — 1997. — 20 января.
8. ↑  Петербургский Устав не будет карточным домиком // Российская Федерация : газета. — 1997. — № 4.
9. ↑  Что скрывается за критикой Устава? // Смена : газета. — 1997. — 24 июня.
10. ↑  5 years: From Soviet To City Constitution // The St. Petersburg Times. — 1998. — 12 мая.
11. ↑  Петербург получил бескомпромиссный Устав // Смена : газета. — 1998. — 15 января.
12. ↑  Что даст горожанам новый Устав Санкт-Петербурга // Невское время : газета. — 1998. — 17 января.
13. ↑  Юрий Кравцов надеется, что губернатор рад принятию Устава // Смена : газета. — 1998. — 17 января.
14. ↑  Пойдет ли губернатор на клятвопреступление // Петербургский Час Пик. — 1998. — 21 января.
15. 1 2  Яковлев проиграл депутатам вчистую // Коммерсантъ-D. — 1998. — 29 января.
16. 1 2  Страсти по городскому Уставу // Смена : газета. — 1998. — 25 февраля.
17. 1 2  Прогибаться я не умею, ломаться не намерен // Независимая газета. — 1998. — 15 августа.
18. ↑  Додонов В. Н., Кофанова Е. Н. Современные российские юристы. Кто есть кто в юридической науке и практике России. — М.: Славия, 1997. — 304 с.
19. ↑  Спикеры нужны не только на местах, но и в столице // Невское время : газета. — 1998. — 25 февраля.
20. ↑  Сыр-бор в Мариинском дворце // Санкт-Петербургские ведомости : газета. — 1998. — 22 января.
21. ↑  Устав поссорил Смольный с Мариинским // Смена : газета. — 1998. — 22 января.
22. ↑  Петербургские депутаты «опустили исполнительную власть» // Коммерсантъ-D. — 1998. — 30 января.
23. ↑  Заговор против Юрия Кравцова провалился // Коммерсантъ-D. — 1998. — 5 февраля.
24. ↑  Обращение депутатов Законодательного собрания к избирателям // Санкт-Петербургские ведомости : газета. — 1998. — 18 февраля.
25. ↑  Заявление депутатов Законодательного собрания Санкт-Петербурга // Смена : газета. — 1998. — 18 февраля.
26. ↑  Исполнительная власть хочет быть абсолютной // Смена : газета. — 1998. — 20 февраля.
27. ↑  Семеро коллег не хотят отпускать Кравцова // Невское время : газета. — 1998. — 24 февраля.
28. ↑  Война между властями продолжается // Реклама-Шанс. — 1998. — 26 февраля.
29. ↑  Как Смольный поссорился с Мариинским // Российская газета. — 1998. — 27 февраля.
30. ↑  Чья рука наносит удар по губернатору? // Смена : газета. — 1998. — 6 марта.
31. ↑  Народ поддерживает спикера // Метро. — 1998. — 11 марта.
32. ↑  Мариинский дворец: шоу будет длиться вечно? // Смена : газета. — 1998. — 20 марта.
33. ↑  Питерское противостояние // Российская газета. — 1998. — 28 марта.
34. ↑  Чем закончится день смеха в городском парламенте // Смена : газета. — 1998. — 31 марта.
35. ↑  Юрий Кравцов отставлен при помощи «юридического уродца» // Смена : газета. — 1998. — 31 марта.
36. ↑  Кравцов ушел, чтобы вернутся // Петербургские страницы. — 1998. — 21 апреля (№ 9).
37. 1 2  Юрий Кравцов не хочет ристаться с губернатором // Петербургский Час Пик. — 1998. — 11 ноября.
38. ↑  Мы живем в городе, где можно убивать безнаказанно // Пятница : газета. — 1998. — 27 ноября (№ 41).
39. ↑  Что это было. Чья победа? // Российская Федерация. — 1998. — № 11-12.
40. ↑  Elections Pit Assembly Democrats Against Smolny // The St.Petersburg Times. — 1998. — 23 октября.
41. ↑  Игры на крови // Итоги. — 1998. — 1 декабря.
42. 1 2  На кого работает прокурор Санкт-Петербурга? // Северная столица : газета. — 1998. — 16—22 12 (№ 10).
43. ↑  Он вернулся к своим избирателям // Аргументы и факты : газета. — 1999. — № 8.
44. ↑  Законы принимать легче, чем решать кадровые вопросы // Невское время : газета. — 1997. — 11 декабря.
45. ↑  Страсти по Сыдоруку // Невское время : газета. — 1997. — 17 декабря.
46. ↑  Питер опять лихорадит // Сегодня. — 1998. — 10 декабря.
47. ↑  Питер. Серый в «яблоках» // Итоги. — 1998. — 15 декабря. — С. 26—27.
48. ↑  Демократия по-прокурорски // Независимая газета. — 1999. — 30 января.
49. ↑  Порывы прокурорского гнева // Северная столица : газета. — 2001. — 26 октября (№ 1).
50. ↑  Кравцов против Сыдорука. Седьмая попытка // Ваш тайный советник. — 2004. — № 11 (90).
51. ↑  Оправданный экс-спикер будет судить прокурора. сайт газеты Коммерсантъ. Коммерсантъ (24 марта 2005). Дата обращения: 16 ноября 2022. Архивировано 15 июня 2022 года.
52. ↑  Спикер предпочитает не обсуждать свои и чужие недостатки // Невское время : газета. — 1995. — 11 января.
53. ↑  Юрий Кравцов: Спикер не директор // Вечерний Петербург : газета. — 1995. — 12 января.
54. ↑  Время бесшумных лидеров // Петербургский Час Пик. — 1995. — 13 января.
55. ↑  Мой радикализм в неприятии радикализма // Смена : газета. — 1995. — 17 февраля.
56. ↑  Место председателя ЗаКСа очень заманчивое // Аргументы и факты. — 1997. — № 39.
57. ↑  Мы потеряли месяц на взаимные упреки // Смена : газета. — 1998. — 27 марта.
58. ↑  В России всегда умели задавать вопросы // Петровский курьер. — 1998. — 10 августа.
59. ↑  Нельзя допустить, чтобы к власти в Петербурге пришли бандиты // Пятница : газета. — 1998. — 23 октября.
60. ↑  КРАВЦОВ ЮРИЙ АНАТОЛЬЕВИЧ. Научная библиотека. Путинская энциклопедия. Дата обращения: 16 ноября 2022. Архивировано 14 марта 2022 года.
61. ↑  Фестивальная история. сайт фестиваля "Петербургский аккорд". Дата обращения: 25 февраля 2023. Архивировано 8 декабря 2022 года.